# پیتلینگ مگنا
پیتلینگ مگنا (به انگلیسی: Peatling Magna) یک محله مدنی و روستا در بریتانیا است که در Harborough واقع شده‌است. پیتلینگ مگنا ۲۱۰ نفر جمعیت دارد.